# 長岡大学
長岡大学（ながおかだいがく、英語: Nagaoka University）は、新潟県長岡市御山町80番地8に本部を置く日本の私立大学。2001年創立、2001年大学設置。

## 概要
本学の前身は中越学園が設置していた長岡短期大学で、短大の4年制大学転換により2001年4月に開学した。
2013年には「長岡地域〈創造人材〉養成プログラム」が、平成25年度文部科学省「地（知）の拠点整備事業＝大学COC事業」に採択された。

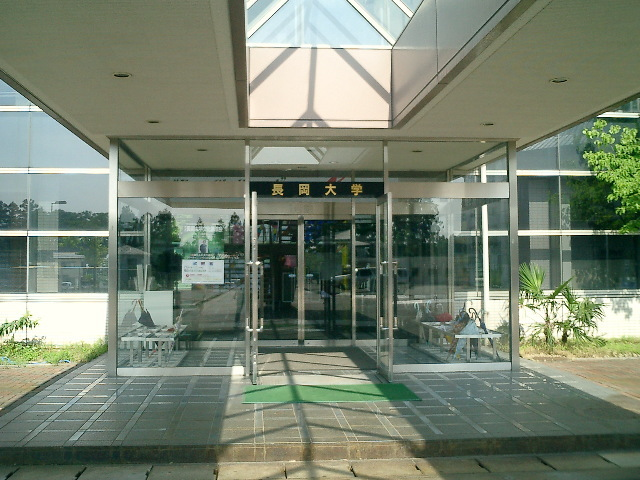
正面玄関

附属施設として地域連携研究センターを有する。

## 学部
- 経済経営学部（定員125名）
  - 経済経営学科
    - 経済コース
    - 経営コース
    - 会計コース
    - マーケティングコース
    - 情報コース

## 沿革

### 長岡短期大学
- 1971年：長岡女子短期大学（経済学科）を開学する。
- 1973年：長岡短期大学と改称し、共学化する。

その後、経営情報学科を新たに設立。当時の臨定もあり、学年定員経済学科１５０名、経営情報学科１５０名、計３００名の学年収容定員となる。
バブル崩壊後、全国的に経済系の短大の求人が減少し、経済学科は大幅な定員割れとなる。
そうした社会的・経済的背景を受け、中越学園理事長が短大を2000年度の入学募集を最後に短大廃止とし、４年制大学の改組転換を理事会にて決定。
- 2002年：長岡短期大学を廃止する。

### 長岡大学
- 2001年：長岡大学として学年定員を200名として開学する。（産業経営学部 産業経営学科：学長は短大から引き続き中西貞夫となる）
- 2006年：産学連携型教育プログラムが現代GP認定される。
- 2007年：産業経営学部 産業経営学科を経済経営学部（環境経済学科・人間経営学科）に改組する。
- 2012年：新体育館棟竣工。
- 2013年：長岡市との連携で実施した「長岡地域 創造人材養成プログラム」を、文部科学省が「地（知）の拠点整備事業＝大学COC事業」に採択する[1]。
- 2014年：経済経営学部（環境経済学科・人間経営学科）を経済経営学部（経済経営学科）に改組する。
- 2021年：入学定員を100名から125名へと変更する。

## 交通・アクセス方法
- 越後交通「悠久山」バス停より南東へ約450m[2]（徒歩：約5分[2]）

## 関連校
- 中越高等学校

## 関連施設
- まちの駅　長岡大学